# Nops ernestoi
Nops ernestoi är en spindelart som beskrevs av Sánchez-Ruiz 2005. Nops ernestoi ingår i släktet Nops och familjen Caponiidae. Inga underarter finns listade i Catalogue of Life.